# Principado de Khachen
```
   |-
       |
Erro:
:  
valor não especificado para "
nome_comum
"
```

Principado de Khachen (em armênio/arménio:  Խաչենի իշխանություն, transl. Khach’eni ishkhanut’yun) foi um principado medieval armênio no território da província histórica de Artsaque (atualmente Azerbaijão).

## História
As províncias de Artsaque e Otena foram anexadas a Grande Armênia na Antiguidade Clássica, embora mais tarde tenham sido perdidas para a Albânia caucasiana. No início do período medieval, essas províncias estiveram sob a suserania sassânida e depois sob a suserania árabe até o estabelecimento do Reino Bagrátida da Armênia no século IX. A partir do século XII, o principado de Khachen dominou a região. O imperador bizantino Constantino VII endereçou suas cartas ao príncipe de Khachen com a inscrição "Ao Príncipe de Khachen, Armênia".
Todas as fontes contemporâneas referem-se ao governante do principado, um príncipe armênio. A família principesca armênia de Haçane-Jalaliã começou a governar grande parte de Khachen e Artsaque em 1214. Em 1216, os Jalaliã fundaram o mosteiro de Ganzasar que se tornou a sede dos católicos apostólicos armênios da Albânia, forçados a irem de Partava (Barda) para Khachen devido à constante islamização da cidade. Os principados de Camsa (Os cinco) mantiveram a autonomia armênia na região durante as Guerras persa-otomanas. Em 1603, os persas estabeleceram um protetorado sobre Camsa e patrocinaram o estabelecimento de um canato local em 1750.
O nome Camsa, que era usado pelos árabes para designar o Estado, refere-se aos cinco Melicados armênios que governavam o Estado.